# Marc Michaelis
Marc Michaelis, född 31 juli 1995, är en tysk professionell ishockeyforward som spelar för Vancouver Canucks i National Hockey League (NHL). Han har tidigare spelat för Minnesota State Mavericks i National Collegiate Athletic Association (NCAA); Green Bay Gamblers i United States Hockey League (USHL) samt Minnesota Magicians i North American Hockey League (NAHL).
Michaelis blev aldrig NHL-draftad.

## Statistik
| 2011–2012   | Jungadler Mannheim        | DNL         | 34  | 2  | 11 | 13  | 8  | 6 | 0 | 1  | 1  | 0 |
| 2012–2013   | Jungadler Mannheim        | DNL         | 34  | 27 | 34 | 61  | 12 | 7 | 2 | 14 | 16 | 2 |
| 2013–2014   | Jungadler Mannheim        | DNL         | 36  | 28 | 37 | 65  | 22 | 7 | 3 | 4  | 7  | 2 |
| 2014–2015   | Minnesota Magicians       | NAHL        | 27  | 9  | 21 | 30  | 8  | — | — | —  | —  | — |
|             | Green Bay Gamblers        | USHL        | 32  | 15 | 8  | 23  | 6  | — | — | —  | —  | — |
| 2015–2016   | Green Bay Gamblers        | USHL        | 59  | 10 | 41 | 51  | 18 | 4 | 1 | 1  | 2  | 0 |
| 2016–2017   | Minnesota State Mavericks | NCAA        | 39  | 14 | 22 | 36  | 12 | — | — | —  | —  | — |
| 2017–2018   | Minnesota State Mavericks | NCAA        | 36  | 18 | 22 | 40  | 20 | — | — | —  | —  | — |
| 2018–2019   | Minnesota State Mavericks | NCAA        | 42  | 19 | 23 | 42  | 25 | — | — | —  | —  | — |
| 2019–2020   | Minnesota State Mavericks | NCAA        | 31  | 20 | 24 | 44  | 8  | — | — | —  | —  | — |
| 2020–2021   | Vancouver Canucks         | NHL         | 1   | 0  | 0  | 0   | 0  | — | — | —  | —  | — |
| NHL totalt  | NHL totalt                | NHL totalt  | 1   | 0  | 0  | 0   | 0  | — | — | —  | —  | — |
| NCAA totalt | NCAA totalt               | NCAA totalt | 148 | 71 | 91 | 162 | 65 | — | — | —  | —  | — |
| USHL totalt | USHL totalt               | USHL totalt | 91  | 25 | 49 | 74  | 24 | 4 | 1 | 1  | 2  | 0 |

### Internationellt
| Källa: Uppdaterad: 2021-03-05 | Källa: Uppdaterad: 2021-03-05 | Källa: Uppdaterad: 2021-03-05 |         | Utv = Utvisningsminuter | Utv = Utvisningsminuter | Utv = Utvisningsminuter | Utv = Utvisningsminuter | Utv = Utvisningsminuter |
| År                            | Lag                           | Mästerskap                    | Matcher | Mål                     | Assists                 | Poäng                   | Utv                     |                         |
| ----------------------------- | ----------------------------- | ----------------------------- | ------- | ----------------------- | ----------------------- | ----------------------- | ----------------------- | ----------------------- |
| 2013                          | Tyskland                      | U18                           | 5       | 0                       | 0                       | 0                       | 0                       |                         |
| 2015                          | Tyskland                      | JVM                           | 6       | 0                       | 2                       | 2                       | 0                       |                         |
| 2018                          | Tyskland                      | VM                            | 7       | 1                       | 2                       | 3                       | 2                       |                         |
| 2019                          | Tyskland                      | VM                            | 6       | 2                       | 0                       | 2                       | 0                       |                         |
| Junior totalt                 | Junior totalt                 | Junior totalt                 | 11      | 0                       | 2                       | 2                       | 0                       |                         |
| Senior totalt                 | Senior totalt                 | Senior totalt                 | 13      | 3                       | 2                       | 5                       | 2                       |                         |